# Pływanie synchroniczne na Letnich Igrzyskach Olimpijskich 2016 – drużyny
Drużyny kobiet były jedną z dwóch konkurencji w pływaniu sychronicznym jakie rozegrano podczas XXX Letnich Igrzysk Olimpijskich w Rio de Janeiro. Konkurencja została rozegrana w Aquatics Centere w dniach 18 - 19 sierpnia 2016 r.
Do rywalizacji przystąpiło 8 zespołów.
Na końcowy wynik składa się ocena uzyskana za program techniczny oraz ocena za program dowolny.

## Terminarz
| Data             |                    |
| ---------------- | ------------------ |
| 18 sierpnia 2016 | Program techniczny |
| 19 sierpnia 2016 | Program dowolny    |

## Wyniki
| Kraj      | Zawodniczki | Runda techniczna | Rudna dowolna | Łącznie  | Pozycja |
| --------- | --- | ---------------- | ------------- | -------- | ------- |
| Rosja     | Swietłana Romaszyna, Natalja Iszczenko, Ałła Szyszkina, Aleksandra Packiewicz, Marija Szuroczkina, Włada Czigiriowa, Swietłana Kolesniczenko, Jelena Prokofjewa, Gielena Topilina | 97,0106          | 99,1333       | 196,1439 | złoto   |
| Chiny     | Huang Xuechen, Sun Wenyan, Zeng Zhen, Liang Xinping, Gu Xiao, Yin Chengxin, Guo Li, Tang Mengni, Li Xiaolu                                                                        | 95,6174          | 97,3667       | 192,9841 | srebro  |
| Japonia   | Yukiko Inui, Risako Mitsui, Aika Hakoyama, Kano Omata, Mai Nakamura, Kei Marumo, Kurumi Yoshida, Kanami Nakamaki, Aiko Hayashi                                                    | 93,7723          | 95,4333       | 189,2056 | brąz    |
| Ukraina   | Łolita Ananasowa, Ołena Hreczychina, Darja Juszko, Ołeksandra Sabada, Kateryna Sadurśka, Ksenija Sydorenko, Anastasija Sawczuk, Anna Wołoszyna, Olha Zołotariowa                  | 93,4413          | 95,1667       | 188,6080 | 4.      |
| Włochy    | Elisa Bozzo, Beatrice Callegari, Camilla Cattaneo, Linda Cerruti, Manila Flamini, Francesca Deidda, Mariangela Perrupato, Sara Sgarzi, Costanza Ferro                             | 91,1142          | 92,2667       | 183,3809 | 5.      |
| Brazylia  | Luisa Borges, Maria Bruno, Beatriz Feres, Branca Feres, Maria Clara Lobo, Maria Eduarda Miccuci, Lorena Molinos, Lara Teixeira, Pâmela Nogueira                                   | 84,7985          | 87,2000       | 171,9985 | 6.      |
| Egipt     | Leila Abdelmoez, Samia Ahmed, Nariman Aly, Nour Elayoubi, Jomana Elmaghrabi, Dara Hassanien, Salma Negmeldin, Nada Saafan, Nehal Saafan                                           | 76,9838          | 78,5667       | 155,5505 | 7.      |
| Australia | Bianca Hammett, Danielle Kettlewell, Nikita Pablo, Emily Rogers, Cristina Sheehan, Rose Stackpole, Amie Thompson, Deborah Tsai, Hannah Cross                                      | 74,0667          | 75,4333       | 149,5000 | 8.      |